# Оберт, Герман
Герман Юлиус Оберт (нем. Hermann Julius Oberth, 25 июня 1894 — 28 декабря 1989) — немецкий учёный и инженер в области космонавтики и ракетостроения, один из основоположников современной ракетной техники.

Герман Оберт был первым, кто думал о возможности космических кораблей, схватил логарифмическую линейку и представил математически проанализированные концепции и проекты … Я сам должен ему не только путеводную звезду моей жизни, но и мой первый контакт с теоретическими и практическими аспектами ракеты и космических путешествий. За его новаторский вклад в области астронавтики ему должно быть зарезервировано достойное место в истории науки и техники.— Вернер фон Браун 
Герман Оберт был одним из пионеров создания ракетной техники, он математически обосновал принципиальную возможность пилотируемой астронавтики.

Моя заслуга состоит в том, что я теоретически обосновал возможность полёта человека на ракете… То, что в противоположность авиации, было прыжком в неизвестное, где техника пилотирования отрабатывалась со многими жертвами, полёты на ракете оказались менее трагичными, объясняется тем, что основные опасности были предсказаны и найдены способы их устранения. Практическая космонавтика стала лишь подтверждением теории. И в этом заключается мой главный вклад в освоение Космоса.

## Детство и годы становления

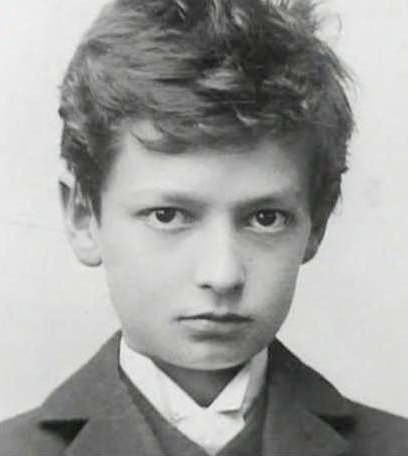
Герман Оберт в детстве (≈1901 г)

Герман Оберт родился 25 июня 1894 года в городе Германштадте, входившем тогда в состав Австро-Венгрии (в настоящее время город принадлежит Румынии). Герман владел румынским языком. Отец Германа — Юлиус Оберт — был известным хирургом, главным врачом местной больницы. Для Германа, как и для многих, посвятивших себя космонавтике, первым импульсом послужил роман Жюля Верна «Из пушки на Луну». Автору романа было известно, что для успеха такого мероприятия межпланетный обитаемый снаряд должен был иметь вторую космическую скорость — более 11 км/с.
Герман прочёл этот роман после окончания начальной школы и поступления в гимназию в 1905 году. И полученные им знания по физике твёрдо убедили его в том, что достижение такой скорости в стволе пушки («Колумбиады» длиной 300 м) потребовало бы такого ускорения, которое неизбежно разрушило бы снаряд. Ему, как сыну врача, была очевидна смертельность такого ускорения для экипажа. Гимназист стал прекрасным прыгуном в воду, чтобы на собственном опыте прочувствовать как ощущение ускоренного падения и торможения, так и невесомости. Он ел яблоко, стоя на голове, и опроверг опасение, что в таком положении пища не будет задерживаться в желудке. Подобные эксперименты он проделывал с 1908 по 1916 годы.
Таким образом, он ещё в начале XX века ясно представил себе проблемы, которые являются предметом решения современных космической медицины и космической биологии. Герман интенсивно занимался самообразованием и ему удалось получить по математике знания, превышавшие требования школьного курса.
В 1908 году он окончательно пришёл к выводу о том, что в космос можно выйти только с помощью ракеты. 16-летний гимназист совершенно верно определил и вторую задачу — выбор топлива для ракетного двигателя. До него единственным видом топлива был порох. Герман уже в 1912 году самостоятельно нашёл математическое выражение, которое известно как «формула Циолковского», и использовал его как руководство к решению поставленной задачи. Ему было ясно, что решение невозможно найти при ориентации на твёрдое топливо (на достигнутом к тому времени уровне развития техники). Поэтому он пришёл к мысли о необходимости использовать в качестве топлива смесь водорода и кислорода.
После окончания гимназии Оберт изучал в Мюнхене медицину в 1913 году, при этом посещал лекции Арнольда Зоммерфельда и Роберта Эмдена. Когда началась Первая мировая война Оберт после короткой военной подготовки был направлен на Восточный фронт в 1914 году и в феврале 1915 года во время Карпатского сражения был ранен. После излечения он был оставлен в госпитале и служил до окончания войны санитаром в резервном госпитале по месту жительства. При этом он приобрёл необходимые знания и показал себя весьма успешным диагностом. Однако его продолжали интересовать проблемы влияния невесомости на длительную работоспособность и психическое состояние человека, и он ясно представлял себе катастрофические последствия, к которым могло привести, например, чувство страха, связанное с потерей привычной ориентации в пространстве.
В 1917 году он сконструировал (опередив всех) большую ракету высотой 25 м и диаметром 5 м, несущую 10 т спирта и жидкого кислорода, поступающих в ракетный двигатель с помощью насоса, приводимого в движение от бортового динамо. Для стабилизации полёта им было предложено использование гироскопа. Таким образом была намечена принципиальная схема, используемая в конструкторских разработках в настоящем времени. Главный врач госпиталя, в котором служил Оберт, сообщил в Военное министерство о его работах и предложил информировать Германию, как союзника в войне, об этой идее. Однако очевидная высокая стоимость разработки и материалов на долгое время оставили Оберта без необходимой финансовой поддержки.
5 июля 1918 года Оберт женился на своей землячке Матильде Химмель. От этого брака родилось четверо детей.
Осенью 1918 года он продолжил своё образование в области медицины в Будапеште, при этом демонстрируя свои блестящие способности в диагностике. Затем он изучал физику в университетах Клаузенбурга, Мюнхена и в университете Гёттингена в 1919 году (физика, математика и астрономия). В 1920 году он спроектировал трёхступенчатую ракету весом 100 т.
В 1921 году он закончил своё образование в университете Гейдельберга. При этом он окончательно укрепился в мысли, что выйти в космос можно только на многоступенчатой ракете на жидком топливе, и написал свою докторскую диссертацию на тему межпланетных полётов — первую в мировой науке, а в январе 1921 года предложил четыре тезиса о полёте в космос на ракете. В этом же году его квалификационная работа была отклонена.
В 1922—1923 годах он читал лекции по математике и физике в учебном центре по подготовке учительниц в городе Сигишоара (Schäßburg — Sighisoara).
В мае 1923 года он сдал госэкзамен в университете Клужа (Klausenburg — Cluj-Napoca) на звание профессора. В 1923—1924 годах он преподавал математику и физику в гимназии Шессбурга.
В 1925—1938 годах Оберт, будучи профессором, преподавал математику и физику в Медиаше (Medias) и там же в мастерских лётной школы проводил свои эксперименты.

## Развитие идеи межпланетных полётов
Приступая к работе над космической ракетой, Оберт, в отличие от авторов фантастических проектов ракет, отдавал себе отчёт в чрезвычайной сложности поставленной задачи и множестве ещё не решённых инженерных и теоретических проблем.
В июне 1923 года за свой счёт Оберт издаёт книгу «Ракета для межпланетного пространства» (нем. Die Rakete zu den Planetenräumen), переизданную позже в 1925, 1960, 1964 и 1984 годах. При этом каждое издание обобщало новый опыт и потому являлось, по существу, новой книгой. Эта книга обобщала проведённые им ранее работы и заканчивалась следующими тезисами:

1. При современном состоянии науки и техники возможно создание аппарата, который может выйти за пределы земной атмосферы.
2. В дальнейшем смогут подобные устройства развивать такую скорость, что вместо падения на Землю войдут в межпланетное пространство, преодолев земное притяжение.
3. Имеется возможность создать такие устройства, которые смогут выполнить подобные задачи, имея на своём борту человека, вероятно без серьёзного ущерба его здоровью.
4. При определённых условиях создание таких устройств сможет стать вполне целесообразным. Такие условия могут возникнуть в ближайшие десятилетия.

Эта работа стала первой в мировой научной литературе, в которой с необходимой точностью и полнотой обосновывалась возможность создания ракеты на жидком топливе. Известный автор в области изучения истории освоения космоса Вилли Лей (нем. Willi Ley), писатель и один из активных членов недавно созданного «Общества межпланетных сообщений» (нем. Verein für Raumschiffahrt), в будущем известный историк ракетной техники и космонавтики, подчёркивал, что в этой работе Оберт очертил практически исчерпывающий круг вопросов, которые пришлось позже решать создателям реальной ракетной техники.
Вскоре Оберт убедился, что он не одинок. Ещё в 1922 году он вступил в переписку с Робертом Годдардом (1882—1945), который прислал ему в подарок из Америки свою книгу «Метод достижения экстремальных высот» (англ. A Method of Reaching Extreme Altitudes). 16 марта 1926 года в штате Массачусетс впервые в мире успешно стартовала его ракета на жидком топливе.
В 1924 году Оберт впервые узнал о работах К. Э. Циолковского, который прислал ему в 1925 году свою книгу, переведённую на немецкий язык учеником Оберта Арзамановым (нем. Arzamanoff)
В мае 1928 инженер Фриц фон Опель (нем. Fritz von Opel) демонстрировал свой ракетный автомобиль, сделанный им в целях рекламы. Книга Оберта стимулировала возрастание интереса к проблеме освоения космоса. Только в Германии до 1928 года на эту тему было опубликовано более 80 книг. В советской России ещё до начала Второй мировой войны известный популяризатор науки Я. И. Перельман опубликовал свою известную книгу «Межпланетные путешествия»
В 1928 году Оберт впервые встретился со студентом Вернером фон Брауном из Берлина.
В 1928 году известный режиссёр Фриц Ланг (нем. Fritz Lang) на берлинской киностудии УФА начал работу над фильмом «Женщина на Луне» (нем. Frau im Mond). Вилли Лей предложил киностудии УФА не только поручить Оберту научное консультирование, но и дать ему возможность построить и запустить (до появления фильма на экранах кинотеатров) небольшую настоящую ракету. Эта идея воодушевила не только режиссёра, но и, что более важно, отдел рекламы киностудии. Специалисты по рекламе понимали, что старт такой ракеты будет блестящей рекламой для готовящегося к прокату фильма. Нужны были средства для этой затеи. Фриц Ланг дал на эту работу 5 000 марок, а другие 5 000 марок выделила из своих средств киностудия УФА. Таким образом, совершенно неожиданно Оберт стал обладателем 10 000 марок для экспериментальных работ над ракетой. Осторожные финансисты киностудии заботились не только о рекламе. В заключённом в 1929 году с киностудией договоре Оберт обязательно должен выплачивать ей 50% доходов от изобретений, которые он, возможно, сделает при работе над этой ракетой, если он такие доходы в будущем будет получать.
Ожидания Оберта воплотились в реальность не полностью, но ему удалось создать ракету высотой около 2 м, которая могла бы подниматься на высоту до 40 км. Фильм имел успех, и Оберт стал получать письма от лиц, предлагавших свою кандидатуру для полёта на Луну.
Летом 1929 года вышла его книга «Пути к звездоплаванию» (нем. Wege zur Raumschiffahrt), в которой был сформулирован названный его именем эффект, а осенью учёный пострадал при взрыве на киностудии, получив тяжёлые повреждения глаз и ушей. В этом же году он стал первым председателем «Общества межпланетных сообщений». В это же время им был создан действующий образец ракетного двигателя, названный «Коническая форсунка» (нем. Kegeldüse), с тягой 7 кг, успешно испытанный 23 июня 1930 года в Берлине (Плотцензее).

## Ракеты на войне
В соответствии с Версальским договором Германия была сильно ограничена в возможности наращивать свой военный потенциал по различным видам вооружений. Но в договоре никак не упоминалась ракетная техника, и это стало одним из аргументов к повышенному интересу применения ракет в военном деле. Этим активно занялась группа из Берлина «Придурки из Тегеля» (Narren von Tegel) — так называли себя четверо энтузиастов: Рудольф Небель, Рольф Энгель, Курт Хайниш и Клаус Ридель, работавшие на «Ракетном аэродроме».
В 1931 году Клаус Ридель и Рудольф Небель запатентовали ракетный двигатель на 70% спирте вместо бензина. Гениальной идеей Клауса Риделя было предложение производить охлаждение стенок камеры сгорания поступающим в неё топливом.
Но к 1934 году исследования приобрели такой размах, что для обеспечения необходимой степени секретности потребовалось искать надёжное место. Таким оказалось Пенемюнде на побережье Балтийского моря. Военным начальником полигона Пенемюнде был назначен полковник Вальтер Дорнбергер, а техническим руководителем — Вернер фон Браун из ведомства по военной технике.
Оберта в целях секретности непосредственно к работам не привлекали, тем более что он тогда жил в Румынии. Но в 1941 году он всё же был привлечён к консультациям под именем Фридрих Хан, хотя непосредственного участия в создании «оружия возмездия» — ракеты «Vergeltungswaffe 2 (V2)» — не принимал. К тому времени Вернер фон Браун со своей командой уже подготовили ракету к серийному производству.
3 октября 1942 г. ракета А-4 в присутствии Оберта в течение 65 секунд развила мощность в 650 000 лошадиных сил и достигла высоты 84,4 км.
В 1943 году заболевший Оберт отбыл в Райнсдорф под Виттенбергом, где впоследствии участвовал в работе концерна, производящего взрывчатые вещества (WASAG), и разработал твердотопливную ракету.

«Ни одно частное лицо или государственное учреждение не могло позволить себе трату миллионов марок на создание больших ракет, если это ограничивалось бы исключительно интересами чистой науки. Перед нами человечеством, согласным на любые затраты, была поставлена задача решить великую цель и сделать в этом отношении первый практический шаг. И мы открыли дверь в будущее…»,
— Вальтер Дорнбергер (1895 — 1980)
Запуск ракет по городам Англии и, в частности, по Лондону не оказал на уверенных в своей победе англичан желаемого устрашающего действия. Известно также, что несколько десятков ракет по личному приказу Гитлера были выпущены для уничтожения единственного уцелевшего от подрыва по халатности немецких сапёров моста через Рейн у Ремагена. Однако это не помешало войскам союзников вступить на территорию Рейха.

## Начало космической эры

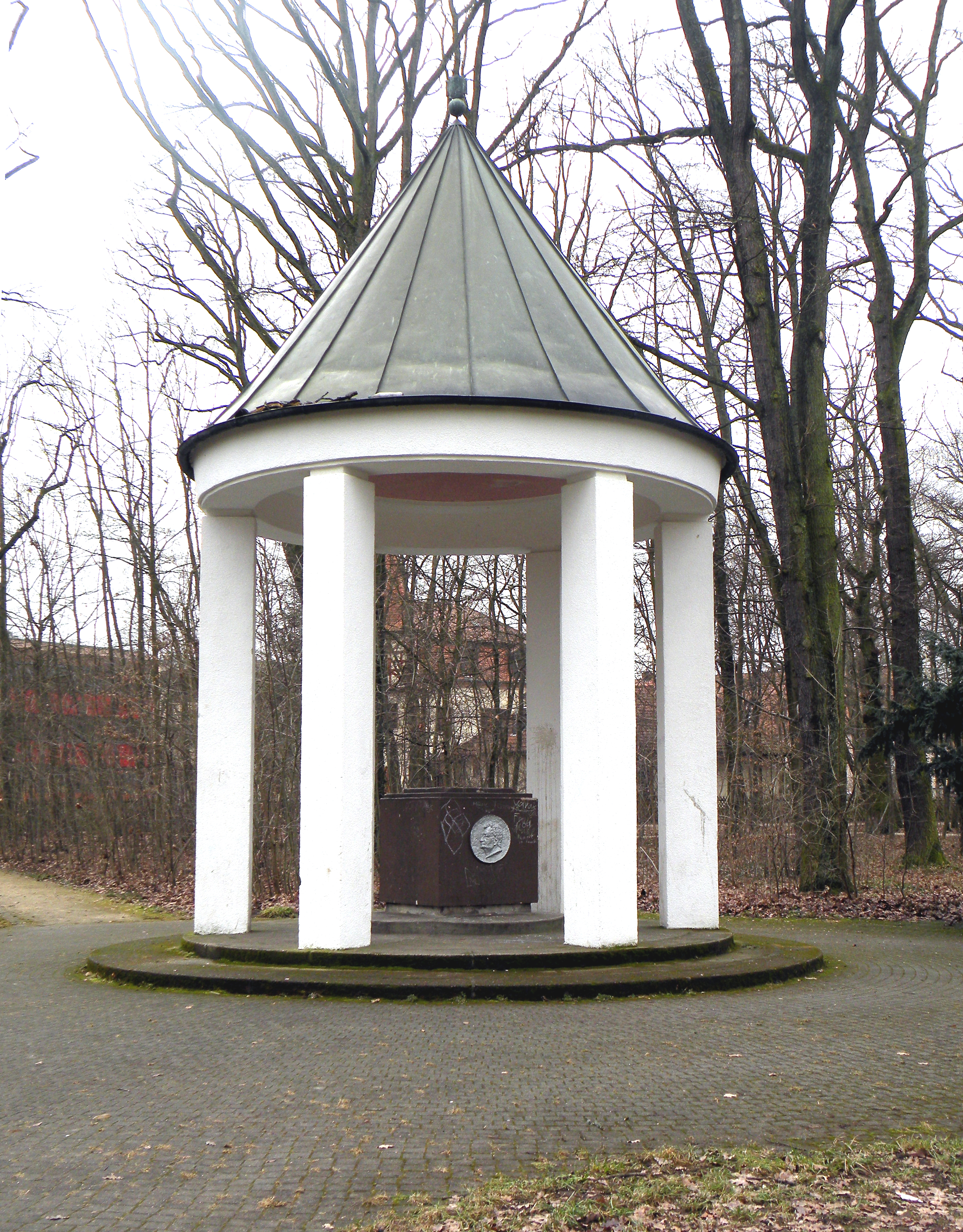
Памятник Оберту в городском парке Фойхта

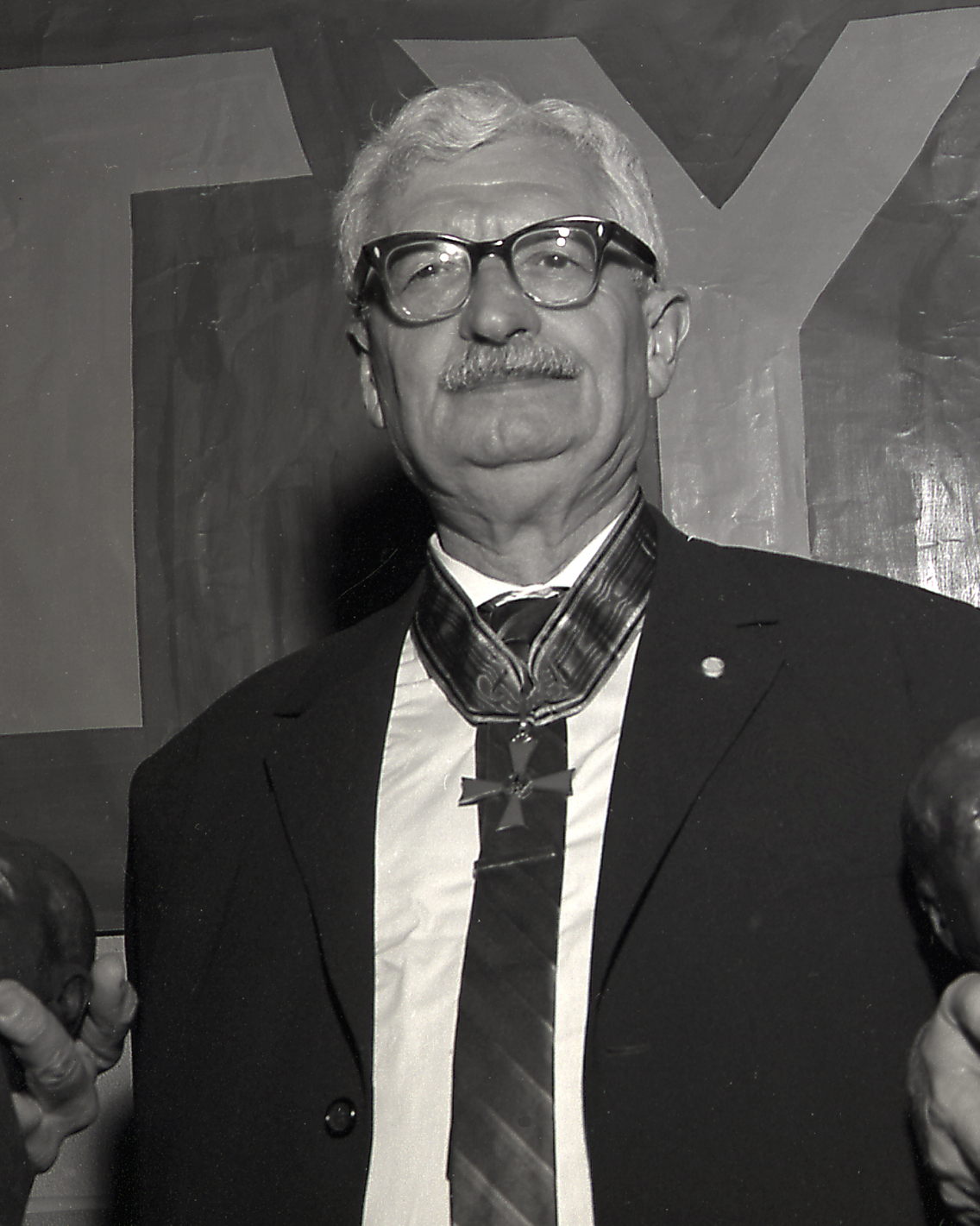
Герман Оберт в 1961 году

В апреле 1945 года находящийся в служебной командировке в Моосбурге Оберт был арестован американскими властями и направлен в лагерь в Регенсбурге, затем в лагерь под Парижем и затем в замок Кронберг в Таунусе.
В августе 1945 г. после кратковременного пребывания в американском концлагере Оберт с семьёй вернулся в Фойхт.
С 1953 г. Оберт снова активно участвовал в научной работе и опубликовал книгу «Лунное авто» (Das Mondauto). В 1955 году он был приглашён в Америку уже работающим там Вернером фон Брауном и работал над перспективными проектами в Хантсвилле, штат Алабама.
С 1958 по 1989 годы он снова жил в Фойхте, посетив с коротким визитом в 1961-1962 годах фирму «Конвэр» в Сан-Диего, США, где проделал некоторую научную работу.
16 июля 1969 года он присутствовал на запуске корабля Аполлон-11, совершившего успешный полёт людей на Луну.
В 1971 году в Фойхте был открыт музей его имени.
В 1976 году в городском парке Фойхта был открыт памятник Оберту.
В 1997 г. Международный астрономический союз присвоил имя Германа Оберта кратеру на обратной стороне Луны.
К числу его последних работ относится идея создания гигантского космического зеркала для перенаправления солнечной энергии на Землю. Он также предложил создать на околоземной орбите научную станцию. В 1962 году он ушёл на пенсию, но продолжал работать над идеей организации международного сотрудничества. Его интересовала тема создания Всемирного парламента (Wählerfibel für ein Weltparlament, Feucht 1983)
В течение 1950-х и 1960-х годов Оберт высказал своё мнение относительно неопознанных летающих объектов (НЛО). Он был сторонником внеземной гипотезы происхождения НЛО, которые были замечены на Земле. Например, в статье в журнале The American Weekly от 24 октября 1954 года Оберт заявил: «Это мой тезис, что летающие тарелки реальны, и что это космические корабли из другой солнечной системы. Я думаю, что они, возможно, пилотируются разумными наблюдателями, принадлежащими к расе, которая, возможно, исследовала нашу Землю на протяжении веков…»
Герман Оберт скончался 28 декабря 1989 в Нюрнберге и похоронен на городском кладбище.

## Печатные труды Оберта
1923 «Die Rakete zu den Planeten räumen», München (1. Auflage 1923, 2. Auflage 1925, 3. Auflage 1960, 4. Auflage 1964, 5. Auflage 1984)
1925 «Brennkraftturbine mit Hilfsflüssigkeit», Reichspatentamt Berlin
1929 «Vorrichtung zum Antrieb von Fahrzeugen durch Rückstoß ausströmender Verbren¬nungsgase», «Verfahren und Vorrichtung zum Verbrennen von Brennstoffen, zum Beispiel für Raketen», «Verfahren zur schnellen Verbrennung von Brennstoffen», Reichspatentamt Berlin
1929 «Wege zur Raumschiffahrt», München (Bukarest 1974, Düsseldorf 1986)
1931 «Verfahren und Vorrichtung zum raschen Verbrennen», Patentamt Bukarest
1941 «Über die beste Teilung von Stufenaggregaten», «Projekt einer Fernrakete», Peenemünde
1942 «Rakete oder sonstiges durch Rückstoß angetriebenes Gerät», Reichspatentamt Berlin
1948 «Studien und Versuche am Windkanal Peenemünde», Bern
1953 «Kunstmonde und Stationen im Weltraum», Feucht
1954 «Menschen im Weltraum», Düsseldorf
1957 «Die Entwicklung der Raketentechnik in den nächsten zehn Jahren», «Die Möglichkeit des Mondfluges», Huntsville
1959 «Das Mondauto», Düsseldorf
1959 «Stoff und Leben», Remagen
1965 «Vom Zweck der Weltraumstation», Feucht
1966 «Katechismus der Uraniden», Wiesbaden
1975 «Die Kakokratie — Der Weltfeind Nr. 1», Nürnberg
1976 «Parapsychologie-Schlüssel zur Welt von morgen», Nürnberg
1977 «Das Drachenkraftwerk», Nürnberg
1978 «Der Weltraumspiegel», Bukarest
1983 «Wählerfibel für ein Weltparlament», Feucht